# Нецбах
Нецбах (нем. Netzbach) — община в Германии, в земле Рейнланд-Пфальц. 
Входит в состав района Рейн-Лан. Подчиняется управлению Ханстеттен.  Население составляет 383 человека (на 31 декабря 2010 года). Занимает площадь 3,40 км².